# Роб Зомбі
Роб Зомбі (англ. Rob Zombie, справжнє ім'я: Роберт Каммінгс, англ. Robert Cummings; 12 січня 1965) — американський музикант, який грає в стилях хеві-метал та індастріал-метал, режисер і сценарист.
Роб співає про мертвих, зомбі та іншу нечисть, ось чому у нього відповідний сценічний образ. До початку сольної кар'єри виступав в складі колективу «White Zombie» заснованого ним і його подругою Шон Айслот в 1985 році. Після розпаду гурту в 90-х почав сольну карьєру під своїм сценічним ім'ям.
Має молодшого брата, який відомий під прізвиськом «Спайдер 1» (англ. Spider One) і є вокалістом метал гурту «Powerman 5000».
Роб Зомбі є веганом.

## Дискографія

### Студійні альбоми
- 1998 — Hellbilly Deluxe
- 2001 — The Sinister Urge
- 2006 — Educated Horses
- 2010 — Hellbilly Deluxe 2
- 2013 — Venomous Rat Regeneration Vendor
- 2016 — The Electric Warlock Acid Witch Satanic Orgy Celebration Dispenser
- 2021 — The Lunar Injection Kool Aid Eclipse Conspiracy[5]

### Ремейки, Ремікси
- 1996 — SuperSexy Swingin' Sound
- 1999 — American Made Music to Strip By

### Збірники
- 2003 — Past, Present & Future
- 2006 — 20th Century Masters: Millennium Collection: The Best of Rob Zombie
- 2010 — Icon
- 2012 — Mondo Sex Head (Remix Album)

### Концертні альбоми
- 2007 — Zombie Live

### Сингли
- 1998 — Dragula
- 1998 — Living Dead Girl
- 1999 — Superbeast
- 2001 — Demon Speeding
- 2001 — Never Gonna Stop (The Red Red Kroovy)
- 2001 — Feel So Numb
- 2006 — Foxy Foxy
- 2006 — American Witch
- 2006 — Let It All Bleed Out
- 2009 — What?
- 2010 — Sick Bubblegum
- 2013 — Dead City Radio and the New Gods of Super Town
- 2013 — We're An American Band
- 2016 — Well, Everybody's Fucking in a U.F.O.
- 2016 — In the Age of the Consecrated Vampire We All Get High

### Триб'юти
- 2002 — The Electro-Industrial Tribute to Rob Zombie